# Cua cấy
Cua cấy, tên khoa học Gomeza bicornis, là một loài cua trong họ Corystidae. Chúng được Gray công bố mô tả lần đầu tiên vào năm 1831.